# 6 de agosto nos Jogos Olímpicos de Verão de 2008
O dia 6 de agosto teve as primeiras competições dos Jogos Olímpicos de Verão de 2008. Neste dia só foram disputadas partidas do futebol feminino.

## Esportes
- Futebol

## Destaques do dia

### Futebol
GER 0:0 BRA 
No reencontro entre campeã e vice da Copa do Mundo de 2007 (realizada também na China), Alemanha e Brasil não saem do empate, num jogo de alto nível técnico.
NOR 2:0 USA 
No reencontro entre terceira e quarta colocadas na Copa do Mundo de 2007, a Noruega faz dois gols no começo do jogo e segura o resultado até o fim; as americanas jogam mal.
CHN 2:1 SWE 
A anfitriã dos Jogos estréia com vitória ao derrotar a Suécia.